# Lioudmila Martchenko
Pour les articles homonymes, voir Martchenko.
Lioudmila Vassilievna Martchenko (en russe : Людми́ла Васи́льевна Ма́рченко), née le 20 juin 1940 à Arkhipo-Osipovka dans le Kraï de Krasnodar et morte le 27 janvier 1997 à Moscou, est une actrice de théâtre et cinéma soviétique.

## Filmographie
- 1958 : Les Volontaires (ru) (Добровольцы) de Youri Egorov (ru) : épisode
- 1959 : Les Nuits blanches (Белые ночи) de Ivan Pyriev : Nastenka
- 1959 : La Maison natale (Отчий дом) de Lev Koulidjanov : Tania
- 1961 : Vingt mille lieues sur la terre (Леон Гаррос ищет друга) de Marcello Pagliero : Macha, hôtesse d'ascenseur
- 1962 : Sans peur ni reproche (Без страха и упрёка) de Alexander Mitta : Lena
- 1962 : Mon petit frère (Мой младший брат) de Alexandre Zarkhi : Galia Bodrova
- 1965 : La Vivandière (Стряпуха) de Edmond Keossaian : Taïssia
- 1963 : Sans peur ni reproche (Без страха и упрёка) d'Alexandre Mitta : Léna
- 1977 : Romance de bureau (Служебный роман) d'Eldar Riazanov : l'invitée des Samokhvalov
- 1980 : Ayez un mot pour le pauvre hussard (ru) (О бедном гусаре замолвите слово) d'Eldar Riazanov : actrice de province